# 俞世德
俞世德（1452年—？），後恢復姓鄒，字守宗，直隸常州府無錫縣人，軍籍，明朝政治人物。

## 生平
成化十六年（1480年）庚子科應天府鄉試第十五名舉人。成化二十三年（1487年）中式丁未科會試第三百十名，三甲第九十八名進士。授知縣，弘治九年（1496年）六月南京都察院理刑，次年实授南京監察御史。

## 家族
曾祖俞文質；祖父俞縉；父俞本，大使。母楊氏。慈侍下。